# علي خالد الجابر الصباح
الشيخ علي خالد الجابر الفاضل الصباح (15 فبراير 1958 - ) دبلوماسي كويتي عمل سفيراً لدولة الكويت لدى عدد من الدول منها: إيطاليا، السعودية من يناير 2019 إلى يناير 2023.

## عائلته ونسبه
هو علي بن خالد بن جابر بن فاضل بن دعيج بن جابر بن عبد الله بن صباح الأول و شقيقه هو خالد جابر خالد الصباح
متزوج وله من الأولاد:
1. الشيخة حصه
2. الشيخة نورا
3. الشيخ خالد
4. الشيخ خليفة
5. الشيخ عبدالله
6. الشيخه عاليه

## حياته العملية
- تخرج من جامعة سان هوزيه كاليفورنيا علوم ادارية، حصل على شهادة الماجستير في العلاقات الدولية من جامعة وستمنستر في لندن.
- التحق بوزارة الخارجية 1983م. عمل سفيرًا في هولندا 2002م، ثم سفيرًا في فنزويلا 1998م، ثم سفيرًا محالًا إلى كوبا وبيرو والإكوادور وجامايكا وهندوراس. عمل في سفارة الكويت في لندن. عمل في مكتب الاستثمار الكويتي لندن.
- عمل سفيراً لدولة الكويت لدى السعودية من يناير 2019 إلى يناير 2023.[2][5]
- صدر أمر بنقله إلى ديوان وزارة الخارجية في يناير 2023.[6]

## التكريم
كرمته إيطاليا بمنحه وسام الاستحقاق بدرجة ضابط كبير في يوليو 2019.
كرمته فنزويلا "وسام فرانسيسكو دي ميراندا" بدرجته الاولى وهو اعلى وسام تقدمه وزارة الخارجية الفنزويلية في أكتوبر 2002. 
كرمته كولومبيا وسام سيمون بوليفر للتعاون الديمقراطي بدرجته الذهبية المميزة في مايو 2002. 